# Andrea Bártfai-Mager
Dans le nom hongrois Bártfai-Mager Andrea, le nom de famille précède le prénom, mais cet article utilise l’ordre habituel en français Andrea Bártfai-Mager, où le prénom précède le nom.
Andrea Bártfai-Mager, née le 24 mai 1966, est une économiste et femme politique hongroise.
Elle est nommée ministre sans portefeuille, chargée du Développement des villes-comtés, le 18 mai 2018, au sein du quatrième gouvernement Orbán.

## Biographie

### Études
De 1985 à 1986, Andrea Bártfai-Mager a étudié à l'Institut d'État des relations internationales de Moscou, puis a rejoint la faculté des relations internationales de l'Université Corvinus de Budapest (anciennement Université des sciences économiques Karl Marx). Elle a suivi des études de troisième cycle dans les domaines de la gestion financière et des relations bancaires.

### Carrière
Elle a commencé à travailler pour Postabank, et est allée à la Magyar Nemzeti Bank, en 2001, où elle a travaillé jusqu'en 2007. Ici, elle a occupé les postes suivants: de 2001 à 2004, elle a été responsable du service bancaire, puis l'année suivante, elle a dirigé le Département de la stabilité financière et est devenu la vice-directrice du même département.
Entre 2007 et 2010, elle a été membre du comité de la concurrence de l'autorité hongroise de la concurrence. Le 1er juillet 2010, elle a été nommée directrice générale de la maison d'édition qui publie Magyar Közlöny. Le 21 mars 2011, elle a été élue membre du Comité monétaire de la Banque nationale hongroise pour six ans. Le 6 juillet 2016, elle a été nommée commissaire du gouvernement responsable des postes et des affaires financières nationales. 

### Politique
De 2018 à 2022, elle occupe la fonction de ministre sans portefeuille, chargée du Développement des villes-comtés, au sein du quatrième gouvernement Orbán.

### Vie privée
Elle est mariée à Béla Bártfai, sous-secrétaire du bureau du chancelier durant le premier gouvernement Orbán.